# Pirâmide de Beckman
A Pirâmide de Beckman ou Monumento de Beckman é um monumento do gênero obelisco localizado no município de São Luis, capital do estado brasileiro de Maranhão. Localiza-se na Avenida Beira-Mar, quadra 03 e é um dos pontos turísticos da cidade.

## História
Este obelisco foi realizado em memória do revolucionário Manuel Beckman, que atuou em uma revolta colonial no século XVII, denominada Revolta de Beckman. Tradicionalmente, se entende que o monumento marca o local do enforcamento do referido mártir.
Foi erguido pela iniciativa do governador do Estado do Maranhão Luis Domingues em 28 de julho de 1910, no antigo Parque 15 de Novembro.

O jornal Pacotilha cita que a inauguração do monumento foi um grande evento cívico, com festas populares, discursos e desfiles das tropas militares na cidade. Contou-se ainda com a presença de figuras políticas e militantes importantes, além de membros da sociedade civil. Segundo a fonte:
"O extenso parque comportava uma enorme concorrência. Seguiu-se a inauguração da pirâmide à memória do Beckman, descerrando a cortina o dr. governador do Estado.
As alunas das Escolas Normal e Modelo entoaram um bello hino ao glorificado, de excelente rithmo (...).
Aclamado pela multidão, donde irrompiam as palmas, Antonio Lobo subiu à tribuna, produzindo um brilhante discurso. Mostrou que entre essas glórias (da terra) , avultava aquella que lhe conferiu o heroísmo de Beckman (...). Alludiu depois a indiferença em que jazia envolta a memória de tão ilustre patriota."
A mesma fonte cita que o obelisco encontrava-se bem decorado, com jarros de flores ao redor no dia do evento.

### Filmagens e fotografias do evento
Ainda segundo o jornal Pacotilha, o evento foi registrado em mídia:
"A Companhia Cinematographica apanhou cerca de 120 metros de fitas, durante os festejos. Além de vistas panorâmicas do Parque 15 de novembro, fotografaram-se seis quadros: a chegada das tropas ao parque 15 de Novembro; o monumento na ocasião em que o governador o desvendou; a partida das forças; passagem do governador do Estado, escoltado por lanceiros na Avenida Maranhense; chegada das forças a mesma avenida; as forças à caminho dos quartéis. Se o trabalho de revelação ficar concluído a tempo, esse film será exibido no próximo domingo".
A localização desses registros é ignorada.

## Características
Trata-se de um monumento executado em mármore, com um corpo quadrangular com topo em formato piramidal com ponta em agulha, típica de obeliscos. Esta peça está assentada em uma plataforma de pedra de lioz. Toda a área é cercada por um muro baixo de pedras, que delimitam a praça onde o obelisco está instalado.
Em pesquisas bibliográficas em 2014, foi descoberto que o pedestal da pirâmide era parte do Pelourinho de São Luís. Este artefato foi construído em 1815 no antigo Largo do Carmo (atual Praça João Lisboa) e destruído em 1889, durante a Revolta dos Republicanos Radicais.

## Inscrições de identificação
O monumento continha três placas hoje desaparecidas, contendo as seguintes inscrições, segundo matéria publicada no dia da inauguração:
- Placa 1: "A Manuel Bequimão, o Povo Maranhense, 28 de julho de 1910"
- Placa 2: "Aqui foi enforcado o Bequimão a 2 de novembro de 1685"
- Placa 3: "Pelo povo maranhense morro contente (últimas palavras de Bequimão no patíbulo)"